# Singapour aux Jeux olympiques d'été de 2012
Singapour participe aux Jeux olympiques d'été de 2012 à Londres au Royaume-Uni du 27 juillet au 12 août de cette même année pour la 15e fois à des Jeux d'étés.
Ladite cité-État y est représentée par 23 athlètes, à savoir 8 hommes et 15 femmes dont la délégation remporte deux médailles de bronze en tennis de table, terminant ainsi 75e rang du classement des médailles tous sports confondus, la première gagnée par Feng Tianwei (d'abord porte-drapeau nationale lors de la cérémonie d'ouverture ci-après) en simple femmes et la deuxième par la même avec Li Jiawei et Wang Yuegu dans l'épreuve par équipes femmes.

## Cérémonies d'ouverture et de clôture
Singapour est la 166e délégation, entre Sierra Leone et Slovaquie dans l'ordre alphabétique francophone comme anglophone, à entrer dans le stade olympique au cours du défilé des nations durant la cérémonie d'ouverture. La porte-drapeau du pays est donc la joueuse de tennis de table Feng Tianwei ci-avant, qui succède dans cette fonction à Li Jiawei également joueuse de tennis de table et sa coéquipière futures vainqueures ensemble avec Wang Yuegu dans leur discipline (plus haut).
Lors de la cérémonie de clôture des Jeux le 12 août, les athlètes défilent mélangés en faisant suite aux porte-drapeaux de toutes les nations participantes, dont voilier (navigateur ? skipper ?)[Quoi ?] Colin Cheng qui arbore à son tour le drapeau singapourien.

## Médaillés
| Médaille | Nom                               | Sport           | Compétition        | Date     |
| -------- | --------------------------------- | --------------- | ------------------ | -------- |
| Bronze   | Feng Tianwei                      | Tennis de table | Simple femmes      | 1er août |
| Bronze   | Feng Tianwei Li Jiawei Wang Yuegu | Tennis de table | Par équipes femmes | 7 août   |

## Badminton

### Qualification
Le critère pour déterminer le nombre de places attribuées à chaque pays est un classement publié par la Fédération internationale de badminton au 3 mai 2012, prenant en compte les résultats entre les 2 mai 2011 et 29 avril 2012.

### Résultats
| Athlète                   | Compétition   | Phase de groupe                                                           | Phase de groupe                                                        | Phase de groupe                                                   | Phase de groupe | 8e de finale                                         | Quarts de finale | Demi-finales     | Finale           | Finale         |
| Athlète                   | Compétition   | Adversaire Score                                                          | Adversaire Score                                                       | Adversaire Score                                                  | Rang            | Adversaire Score                                     | Adversaire Score | Adversaire Score | Adversaire Score | Rang           |
| ------------------------- | ------------- | ------------------------------------------------------------------------- | ---------------------------------------------------------------------- | ----------------------------------------------------------------- | --------------- | ---------------------------------------------------- | ---------------- | ---------------- | ---------------- | -------------- |
| Derek Wong Zi Liang       | Simple hommes | Bat Misha Zilberman (ISR) 2-0 (21–9, 21–15)                               | Battu par Jan Ø. Jørgensen (DEN) 0-2 (14-21, 17-21)                    | NC                                                                | 2e              | non qualifié                                         | non qualifié     | non qualifié     | non qualifié     | non qualifié   |
| Juan Gu                   | Simple dames  | Bat Monika Fašungová (SVK) 2-0 (21–5, 21–11)                              | Bat Victoria Na (AUS) 2-0 (21–10, 21–7)                                | NC                                                                | 1er             | Battue par Cheng Shao-chieh (TPE) 0-2 (18–21, 10–21) | non qualifiée    | non qualifiée    | non qualifiée    | non qualifiée  |
| Shinta Mulia Sari Lei Yao | Double dames  | Battues par Cheng Wen-hsing/Chien Yu-chin (TPE) 1-2 (21-18, 15-21, 21-15) | Battues par Mizuki Fujii/Reika Kakiiwa (JPN) 1-2 (21-16, 19-21, 10-21) | Battues par Jwala Gutta/Ashwini Ponnappa (IND) 0-2 (16-21, 15-21) | 4e              | non qualifiées                                       | non qualifiées   | non qualifiées   | non qualifiées   | non qualifiées |

## Canoë-kayak
| Athlète                | Compétition | Éliminatoires | Éliminatoires | Demi-finales  | Demi-finales  | Finale        | Finale        |
| Athlète                | Compétition | Temps         | Rang          | Temps         | Rang          | Temps         | Rang          |
| ---------------------- | ----------- | ------------- | ------------- | ------------- | ------------- | ------------- | ------------- |
| Geraldine Lee Wei Ling | K1 – 200 m  | 41 s 552      | 8e            | non qualifiée | non qualifiée | non qualifiée | non qualifiée |
| Geraldine Lee Wei Ling | K1 – 500 m  | 2 min 1 s 037 | 4e            | 2 min 1 s 516 | 7e            | non qualifiée | non qualifiée |

## Gymnastique

### Artistique
Femmes
| Athlète      | Compétition | Appareils | Appareils | Appareils | Appareils | Qualification | Qualification | Appareils     | Appareils     | Appareils     | Appareils     | Finale        | Finale        |
| Athlète      | Compétition | S         | SC        | BA        | P         | Total         | Rang          | S             | SC            | BA            | P             | Total         | Rang          |
| ------------ | ----------- | --------- | --------- | --------- | --------- | ------------- | ------------- | ------------- | ------------- | ------------- | ------------- | ------------- | ------------- |
| Lim Heem Wei | Individuel  | 12,033    | 13,333    | 12,400    | 13,033    | 50,799        | 45e           | non qualifiée | non qualifiée | non qualifiée | non qualifiée | non qualifiée | non qualifiée |

## Tennis de table

### Hommes
| Athlète                         | Compétition | Tour préliminaire | 1er tour         | 2e tour                                                           | 3e tour                                             | 4e tour                                               | Quarts de finale                          | Demi-finales     | Finale           | Finale        |
| Athlète                         | Compétition | Adversaire Score  | Adversaire Score | Adversaire Score                                                  | Adversaire Score                                    | Adversaire Score                                      | Adversaire Score                          | Adversaire Score | Adversaire Score | Rang          |
| ------------------------------- | ----------- | ----------------- | ---------------- | ----------------------------------------------------------------- | --------------------------------------------------- | ----------------------------------------------------- | ----------------------------------------- | ---------------- | ---------------- | ------------- |
| Gao Ning                        | Simple      | exempt            | exempt           | exempt                                                            | Bat Bojan Tokič (SLO) 4-0 (11-7, 11-7, 11-5, 14-12) | Battu par Wang Hao 1-4 (9-11, 7-11, 9-11, 11-7, 3-11) | non qualifié                              | non qualifié     | non qualifié     | non qualifié  |
| Yang Zi (en)                    | Simple      | exempt            | exempt           | Battu par Paul Drinkhall (GBR) 1-4 (7-11, 7-11, 8-11, 11-4, 9-11) | non qualifié                                        | non qualifié                                          | non qualifié                              | non qualifié     | non qualifié     | non qualifié  |
| Gao Ning Yang Zi (en) Zhan Jian | Par équipes | NC                | NC               | NC                                                                | NC                                                  | Bat Australie (AUS) 3-0 (3-0, 3-0, 3-1)               | Battu par Chine (CHN) 0-3 (0-3, 0-3, 0-3) | non qualifiés    | non qualifiés    | non qualifiés |

### Femmes
| Athlète                           | Compétition | Tour préliminaire | 1er tour         | 2e tour          | 3e tour                                                    | 4e tour                                                                      | Quarts de finale                                                    | Demi-finales                                                         | Finale                                                 | Finale             |
| Athlète                           | Compétition | Adversaire Score  | Adversaire Score | Adversaire Score | Adversaire Score                                           | Adversaire Score                                                             | Adversaire Score                                                    | Adversaire Score                                                     | Adversaire Score                                       | Rang               |
| --------------------------------- | ----------- | ----------------- | ---------------- | ---------------- | ---------------------------------------------------------- | ---------------------------------------------------------------------------- | ------------------------------------------------------------------- | -------------------------------------------------------------------- | ------------------------------------------------------ | ------------------ |
| Feng Tianwei                      | Simple      | exempte           | exempte          | exempte          | Bat Chen Szu-yu (TPE) 4-1 (11-6, 11-13, 11-5, 12-10, 11-9) | Bat Wu Jiaduo (GER) 4-2 (11-6, 7-11, 11-5, 9-11, 11-6, 11-6)                 | Bat Kim Kyung-Ah (KOR) 4-3 (13-11, 11-7, 4-11, 11-6, 10-12, 12-10)  | Battue par Ding Ning (CHN) 2-4 (7-11, 4-11, 11-9, 10-12, 11-6, 6-11) | Bat Kasumi Ishikawa (JPN) 4-0 (11-9, 11-6, 11-6, 11-5) | Médaille de bronze |
| Wang Yuegu                        | Simple      | exempte           | exempte          | exempte          | Bat Xian Yi Fang (FRA) 4-0 (11-9, 11-8, 11-6, 11-4)        | Bat Viktoria Pavlovich (BLR) 4-3 (11-6, 7-11, 4-11, 12-14, 11-7, 11-9, 11-8) | Battue par Kasumi Ishikawa (JPN) 1-4 (11-8, 5-11, 4-11, 8-11, 4-11) | non qualifiée                                                        | non qualifiée                                          | non qualifiée      |
| Feng Tianwei Li Jiawei Wang Yuegu | Par équipes | NC                | NC               | NC               | NC                                                         | Bat Pologne (POL) 3-1 (2-3, 3-0, 3-0, 3-0)                                   | Bat Corée du Nord (PRK) 3-0 (3-1, 3-1, 3-1)                         | Battus par Japon (JPN) 0-3 (1-3, 0-3, 0-3)                           | Bat Corée du Sud (KOR) 3-0 (3-1, 3-1, 3-1)             | Médaille de bronze |

## Tir
| Athlète               | Compétition                         | Qualification | Qualification | Finale | Finale |
| Athlète               | Compétition                         | Points        | Rang          | Points | Rang   |
| --------------------- | ----------------------------------- | ------------- | ------------- | ------ | ------ |
| Jasmine Ser Xiang Wei | Carabine à 10 m air comprimé femmes | 394           | 24e           | NC     | NC     |